# Arondismentul Le Blanc
Arondismentul Le Blanc (în franceză Arrondissement du Blanc) este un arondisment din departamentul Indre, regiunea Centre-Val de Loire, Franța.

## Subdiviziuni

### Cantoane
- Cantonul Bélâbre
- Cantonul Le Blanc
- Cantonul Mézières-en-Brenne
- Cantonul Saint-Benoît-du-Sault
- Cantonul Saint-Gaultier
- Cantonul Tournon-Saint-Martin

### Comune
| 1. Azay-le-Ferron (36010)          | 2. Beaulieu (36015)               | 3. Le Blanc (36018)                   | 4. Bonneuil (36020)                |
| 5. Bélâbre (36016)                 | 6. Chaillac (36035)               | 7. Chalais (36036)                    | 8. Chazelet (36049)                |
| 9. Chitray (36051)                 | 10. La Châtre-Langlin (36047)     | 11. Ciron (36053)                     | 12. Concremiers (36058)            |
| 13. Douadic (36066)                | 14. Dunet (36067)                 | 15. Fontgombault (36076)              | 16. Ingrandes (36087)              |
| 17. Lignac (36094)                 | 18. Lingé (36096)                 | 19. Lurais (36104)                    | 20. Lureuil (36105)                |
| 21. Luzeret (36106)                | 22. Martizay (36113)              | 23. Mauvières (36114)                 | 24. Migné (36124)                  |
| 25. Mouhet (36134)                 | 26. Mérigny (36119)               | 27. Mézières-en-Brenne (36123)        | 28. Nuret-le-Ferron (36144)        |
| 29. Néons-sur-Creuse (36137)       | 30. Obterre (36145)               | 31. Oulches (36148)                   | 32. Parnac (36150)                 |
| 33. Paulnay (36153)                | 34. Pouligny-Saint-Pierre (36165) | 35. Preuilly-la-Ville (36167)         | 36. Prissac (36168)                |
| 37. Rivarennes (36172)             | 38. Rosnay (36173)                | 39. Roussines (36174)                 | 40. Ruffec (36176)                 |
| 41. Sacierges-Saint-Martin (36177) | 42. Saint-Aigny (36178)           | 43. Saint-Benoît-du-Sault (36182)     | 44. Saint-Civran (36187)           |
| 45. Saint-Gaultier (36192)         | 46. Saint-Gilles (36196)          | 47. Saint-Hilaire-sur-Benaize (36197) | 48. Saint-Michel-en-Brenne (36204) |
| 49. Sainte-Gemme (36193)           | 50. Saulnay (36212)               | 51. Sauzelles (36213)                 | 52. Thenay (36220)                 |
| 53. Tilly (36223)                  | 54. Tournon-Saint-Martin (36224)  | 55. Vigoux (36239)                    | 56. Villiers (36246)               |